# Гроб и споменик Станоја Главаша у Баничини
Гроб и споменик Станоја Главаша, војводе и јунака Првог српског устанка, налази се у насељу Баничина у општини Смедеревска Паланка. Гроб и споменик имају статус споменика културе.
Гроб Стaноja Стaмaтовићa Глaвaшa нaлaзи сe у порти црквe Светог Арханђела Гаврила у Бaничини, северно од улаза у храм. Првобитно је Станоје Главаш био сахрањен на месту погибије у потоку Маскару, на месту званом Главашево гробље, али је маја месеца 1902. године, осамдесет и седам година након његове погибије и десет година након изградње цркве у Баничини, захвално потомство пренело кости овог јунака у нову гробницу у порти и подигло му нови споменик.